# Corneille de Cuba
Corvus nasicus
Espèce
Statut de conservation UICN

 LC  : Préoccupation mineure
La Corneille de Cuba (Corvus nasicus) est une espèce d'oiseaux de la famille des Corvidae.
C'est l'une des quatre espèces de corneilles que l’on trouve sur quelques îles des Caraïbes. Elle est très proche de la Corneille de Jamaïque (Corvus jamaicensis) et de la Corneille d'Hispaniola (Corvus leucognaphalus) avec lesquelles elle partage quelques caractéristiques. La Corneille palmiste (Corvus palmarum) est elle arrivée plus tard en termes d’évolution, et semble plus proche de certaines espèces nord-américaines comme la Corneille de rivage (Corvus ossifragus).
C’est un oiseau, de taille moyenne (40-42 cm de long). Il peut être rencontré communément sur l’ensemble de l’île de Cuba, ainsi que sur l’île de la Jeunesse avoisinante, dans des aires boisées et des terrains agricoles. Il est fréquent aux abords des fermes et villages où il semble s’être adapté à vivre proche des humains.
Son bec est long et légèrement incurvé à son extrémité. Des poils recouvrent les narines, mais tout en les laissant par moments apparentes, alors qu’elles sont toujours cachées chez les autres membres du genre Corvus. Une partie de peau nue de couleur gris foncé est visible derrière son œil brun-rouge et à la base de sa mâchoire inférieure. Son plumage noir a des reflets bleu-violacé à la lumière. Son bec et ses pattes sont noirs.
Il se nourrit de fruits et d’insectes bien qu’il s’adapte facilement à la nourriture humaine et s’intéresse aux poubelles lorsqu’il en a l’occasion. Les corneilles de Cuba se réunissent en groupe parfois important et souvent bruyant dans les arbres dans lesquels ils se nourrissent. Ils se nourrissent régulièrement sur le sol quand des graines y ont été semées sans protection.
Le nid est construit dans un grand arbre, mais la reproduction de cet oiseau reste mal connue.